# Gentlemannaligan
Gentlemannaligan (engelska: The League of Gentlemen) är en brittisk komedifilm från 1960 i regi av Basil Dearden.
Filmen är baserad på John Bolands roman med samma namn.

## Handling
En grupp före detta militärer planerar att utföra ett bankrån med militärisk precision.

## Rollista i urval
- Jack Hawkins - Hyde
- Nigel Patrick - Race
- Roger Livesey - Mycroft
- Richard Attenborough - Lexy
- Bryan Forbes - Porthill
- Kieron Moore - Stevens
- Terence Alexander - Rupert
- Norman Bird - Weaver
- Robert Coote - Warren
- Melissa Stribling - Peggy
- Patrick Wymark - Wylie
- Doris Hare - Molly Weaver